# Paradoxográfia
A paradoxográfia ókori görög irodalmi műfaj, amely a természetestől, átlagostól eltérő különös, szokatlan, csodálatos, vagy egyenesen természetfölötti jelenségekkel és emberekkel történt eseményekkel foglalkozik. A paradoxográfiák első csoportja pusztán érdekességek – talán magánhasználatú – gyűjteménye, a második csoportja kifejezetten szórakoztató célú alkotások sora. A paradoxográfiák általában – de nem mindig – csoportosították tartalmukat földrajzi elhelyezkedés, téma, forrásmű, vagy ABC-rend szerint. A paradoxográfia nem összekverendő a mítoszokat értelmező mitográfia műfajával. Paradoxográfiák maradtak fenn Karüsztoszi Antigonosztól, Apollóniosztól, Tralleszi Phlegontól. Paradoxográfiai művek maradtak fenn az ismeretlen személyű úgynevezett Pszeudo-Arisztotelésztől, a Paradoxographus Florentinustól, a Paradoxographus Vaticanustól, és a Paradoxographus Palatinustól is.